# Культуры Гузовского
Культуры Гузовского — памятник культуры и бывший памятник природы в Чувашской Республике. Назван в честь Б. И. Гузовского.
Культуры дуба созданы на территории с типом леса в основном ДКЛПС, ДСТР и ДСНОС[прояснить], представлены насаждениями 75 — 95-летнего возраста, полнота от 3 до 6, бонитет от 1 до 3, запас от 10 до 21 м³/га. Древостой представлен в основном дубом с участием березы, липы, клёна, осины, сосны.
Уход проводился путём устранения верхушечного затенения и вырубки лещины и второстепенных пород в коридорах, а также осветление в межкоридорных пространствах дубков естественного происхождения. К пятилетнему возрасту проводилось расширение коридоров, а к десятилетнему — прореживание и прочистка — «моложение», огораживание культур от потрав скотом. Методы Гузовского по искусственному и естественному возобновлению дубрав в условиях Чувашии широко применяются до настоящего времени и дают прекрасные результаты.
Исключен из Перечня ООПТ приказом МПР ЧР от 19.02.2016 № 155.
Режим охраны, установленный для памятника природы:
Запрещаются:
- рубка леса, кроме санитарных и рубок ухода;
- нарушение почвенного покрова;
- изменение гидрологического режима

Разрешенные виды деятельности:
- санитарные рубки и рубки ухода;
- научные исследования;
- учебно-просветительская деятельность;
- необходимые противопожарные мероприятия в установленном порядке[2].

## Галерея
- Памятная доска Гузовскому